# وزیر امور زنان (گامبیا)
وزیر امور زنان (انگلیسی: Minister of Women's Affairs) یک سمت در کابینه گامبیا است که در سال ۱۹۹۶ ایجاد شده است و به رسیدگی به امور زنان می‌پردازد.